# Charles Scicluna
Mons. Charles Jude Scicluna (* 15. května 1959 Toronto, Kanada) je maltský katolický teolog a biskup, metropolitní arcibiskup maltský. Od roku 2015 je členem Kongregace pro nauku víry, v niž vykonává funkci předsedy sboru pro přezkoumávání odvolání k řádnému zasedán í kongregace. Je znám pro své postoje v boji proti sexuálnímu obtěžování nezletilých v katolické církvi.
| Arcibiskup maltský       | Arcibiskup maltský       | Arcibiskup maltský        |
| ------------------------ | ------------------------ | ------------------------- |
| Předchůdce: Paul Cremona | od 2015 Charles Scicluna | Nástupce: dosud ve funkci |

| Velkopřevor místodržitelství Řádu Božího hrobu na Maltě | Velkopřevor místodržitelství Řádu Božího hrobu na Maltě | Velkopřevor místodržitelství Řádu Božího hrobu na Maltě |
| ------------------------------------------------------- | ------------------------------------------------------- | ------------------------------------------------------- |
| Předchůdce: Paul Cremona                                | od 2015 Charles Scicluna                                | Nástupce: dosud ve funkci                               |